# Odet d’Aydie
Odet d’Aydie est un chevalier béarnais, né vers 1425 et mort en août 1490, seigneur de Lescun, qui fut titré comte de Comminges et gouverneur de Guyenne à la fin du XVe siècle. Issu de la famille d'Aydie, il est le fils de Bertrand d'Aydie et de sa première épouse Marie Domin.

## Biographie
Sa carrière commence en 1454, lorsqu’il est nommé bailli de Cotentin, poste qu’il conserve jusqu’en 1461. Confident de Charles de France, duc de Berry († 1472), le frère du roi Louis XI, il est de tous les complots contre le roi, de la Ligue du Bien public (1465) à la Guerre folle.
Grâce à l’appui de Charles, il devient amiral en 1469. Après la mort de Charles de France, il rallie à son tour Louis XI, en novembre 1472. Il est nommé amiral de France et reste grand sénéchal de Guyenne selon Jean Favier. Gustave Chaix d'Est-Ange ne parle que d'une charge d'amiral de Guyenne.
En 1473, il reçoit le comté de Comminges, la vicomté de Fronsac avec la seigneurie de Coutras,,. Il épouse Marie de Lescun, dame de Lescun et baronne d'Esparros, l'héritière des Lescun et la fille de Mathieu de Lescun et Diane de Béarn (fille naturelle de Jean Ier de Grailly comte de Foix et vicomte de Béarn ; son mari Mathieu étant, lui, cousin du bâtard d’Armagnac Jean de Lescun, maréchal de France et déjà comte de Comminges). En 1479, il devient gouverneur de Rouen et de Caen, et joue alors un rôle important à la cour du duc de Bretagne François II tout en restant fidèle à Louis XI jusqu'à la mort de ce dernier. Il est nommé gouverneur de Guyenne en 1484 — tout en restant sénéchal.
Il s’oppose à Anne de Beaujeu, fille de Louis XI et régente pour son frère Charles VIII et se rallie au duc d’Orléans, le futur roi Louis XII. Sa participation à la Guerre folle lui fait perdre tous ses postes (1487).

## Familles
Odet d'Aydie épouse donc Marie de Lescun, héritière des biens de sa famille (dont Esparros).
Deux filles naissent de ce mariage :
- Jeanne d'Aydie, épouse en 1480 de Jean de Foix, vicomte de Lautrec et petit-fils du comte Jean Ier de Foix-Béarn, d'où : le maréchal Odet de Foix, vicomte de Lautrec, seigneur d'Orval et de Lesparre par son mariage avec sa cousine éloignée Charlotte d'Albret d'Orval de Lesparre ; le maréchal Thomas de Lescun ; André, comte de Montfort, vicomte de Villemur et sire d'Esparros (dit abusivement de Lesparre) ; et Françoise de Laval-Châteaubriant.
- Madeleine d'Aydie, vicomtesse/baronne de Castillon (Castillon-Médoc plutôt que Castillon ?), épouse en 1505 Louis de Gramont (fils cadet de Roger seigneur de Gramont), dit "vicomte de Castillon en Médoc".

## Son frère homonyme
Ne pas confondre Odet avec son demi-frère du même nom, Odet d'Aydie "le Jeune", né bien plus tard, du second mariage de son père. Né vers 1455 et décédé en 1534, cet Odet d'Aydie le Jeune est devenu par son mariage en 1483 Odet d'Aydie de Ribérac, vicomte d'Espeluche et de Turenne, seigneur de Ribérac du chef de sa femme Anne de Pons (fille de Guy de Pons, seigneur de Ribérac et de Bergerac, vicomte de Turenne, et petite-fille du tristement célèbre Jacques Ier de Pons). Également dit le chevalier de Lescun, il est sénéchal de Carcassonne de 1480 à 1487. Sa fille Françoise d'Aydie de Ribérac épousera le 3 mai 1516 François de Mortemer (descendant direct du "doux Mortimer" des "Rois Maudits"), d'où postérité à ce jour (leur fille Jacquette de Mortemer x Louis de La Rochefoucauld-Montendre, et leur autre fille Anne de Mortimer x François de Reilhac avec descendance dans les Crevant d'Humières)... En mars 1534, veuve de François de Mortemer, Françoise épouse en deuxièmes noces Charles Ier de Montferrand petit-fils du maréchal Jean de Lescun, d'où Charles II Gaston et Guy de Montferrand). Au début du XVIe siècle, ce sont le comte Odet d'Aydie de Ribérac et son épouse Anne de Pons qui ont signé la charte de fondation de l'actuelle église-Collégiale de Ribérac.